# ریال تونس

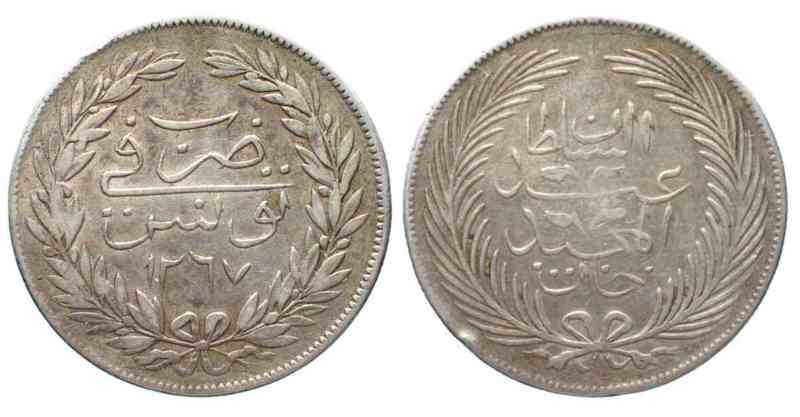
نمایی از یک‌سکه ریال تونسی، مرتبط با سال ۱۲۶۷ هجری قمری برابر با ۱۸۵۰ میلادی

ریال تا سال ۱۸۹۱ یکای پول کشور تونس بود.

## تاریخچه
ریال را حکمرانان عثمانی تونس منتشر کردند. ریال تونس با قوروش ترکیه یکی نبود، هر چند اروپاییان هر دو را با نام پیاستر piastre هم می‌شناختند. از سال ۱۸۵۵، ریال استاندارد دوفلزیِ ۱ ریال برابر ۰/۱۷۷۱۶ گرم طلای خالص یا ۲/۷۸۷۳ گرم نقره خالص بود. در ۱۸۸۷، از مقدار طلای موجود در سکه ۲۵ ریالی کمی کاستند تا آنرا با ۱۵ فرانک فرانسه معادل کنند. در ۱۸۹۱ نرخ تبدیل (۱ ریال = ۶۰ سانتیم) به کار رفت تا فرانک تونس جایگزین ریال شود.